# Nova Atlântida
Nova Atlântida é um romance utópico incompleto de Francis Bacon, publicado inicialmente, em julho de 1626, poucos meses após a morte de autor, como um apêndice de "Sylva sylvarum". Nessa obra, o autor expressa suas aspirações e ideais para a humanidade, expondo sua visão do futuro, que inclui evolução do conhecimento humano.
O romance descreve a criação de uma terra utópica onde "generosidade e iluminação, dignidade e esplendor, piedade e espírito público" são as qualidades comumente defendidas pelos habitantes da mítica Bensalem. Um dos centros dessa utopia é a "Casa de Salomão", uma moderna universidade de pesquisa em ciências aplicadas e puras.

## Enredo
O romance retrata Bensalém, uma ilha mítica que foi descoberta pela tripulação de um navio europeu depois que eles se perderam no Oceano Pacífico em algum lugar a oeste do Peru. O romance descreve a evolução gradual da ilha, seus costumes e sua instituição científica patrocinada pelo estado, a "Casa de Salomão", que seria "o próprio olho deste reino."
Muitos aspectos da sociedade e da história da ilha são descritos, como um desenvolvida a partir do cristianismo, pois uma cópia da Bíblia e uma carta do Apóstolo São Bartolomeu teria chegado ali milagrosamente, poucos anos depois de Ascensão de Jesus.
Na ilha:
- seria celebrada, anualmente, uma festa cultural em homenagem à instituição familiar, denominada como: "Festa da Família";
- existiria um colégio de sábios, denominado como: "a Casa de Salomão", que seria o próprio "olho do reino", para a qual o "Deus do céu e da terra concedeu a graça de conhecer as obras da Criação e os segredos delas", bem como "para discernir entre milagres divinos, obras da natureza, obras de arte e imposturas e ilusões de todos os tipos".

Os habitantes de Bensalem foram descritos como tendo um alto caráter moral e honestidade, pois nenhum oficial aceita qualquer pagamento de indivíduos. O povo também foi descrito como casto e piedoso.
No último terço do livro, o Chefe da Casa do Salomão leva um dos visitantes europeus para apresentar toda a formação científica da Casa do Salomão, onde são realizados experimentos utilizando o "método baconiano" para compreender e conquistar a natureza, e para aplicar os conhecimentos recolhidos para a melhoria da sociedade. Desse modo, são apresentados:
1. o objetivo da fundação, que seria: "o conhecimento das causas e movimentos secretos das coisas; e a ampliação dos limites do império humano, para a efetivação de todas as coisas possíveis”;
2. os preparativos que os integrantes fazem para realizar os seus trabalhos;
3. as várias funções que são atribuídas aos bolsistas; e
4. as ordenanças e ritos que eles observam.

Desse modo, o autor descreveu sua visão do futuro para o desenvolvimento do do conhecimento humano. O plano e a organização de seu colégio ideal, a "Casa de Salomão", previa a como deveriam funcionar as universidades de pesquisa moderna tanto em ciência aplicada quanto em ciência pura.
Os integrantes da "Casa de Salomão", que eram divididos em vários grupos:
- os "mercadores de luz", que eram doze integrantes navegavam para países estrangeiros utilizando nomes ocultos, que traziam os livros e resumos, e padrões de experimentos feitos em outros lugares;
- os “triadores", que eram três integrantes que faziam uma triagem dos experimentos descritos nos livros trazidos pelos mercadores;
- os "misteriosos", que eram três integrantes que compilavam os experimentos das artes mecânicas, das ciências liberais e de práticas que não eram trazidas para as artes;
- os "pioneiros", que eram três integrantes que tentavam novos experimentos;
- os "compiladores", que eram três integrantes que faziam desenhos dos experimentos em títulos e tabelas, para dar melhor luz para o desenho de observações e axiomas a partir deles;
- os "benfeitores", que eram três integrantes que examinavam os experimentos realizados para extrair deles coisas úteis e práticas para a vida e o conhecimento do homem, tanto para obras quanto para demonstração simples de causas, meios naturais, adivinhações e a descoberta fácil e clara das virtudes e partes dos corpos;
- os "lâmpadas", que eram três integrantes que direcionavam os novos experimentos, a partir de uma luz mais elevada, para que fossem mais penetrantes na natureza do que os anteriores;
- os "inoculadores", que eram três integrantes que executam os experimentos concebidos pelos "lâmpadas" e os relatavam;
- os "intérpretes da natureza", que eram três integrantes que elevavam as descobertas por experimentos a observações, axiomas e aforismos maiores.

Ao descrever as ordenanças e ritos observados pelos cientistas da "Casa de Salomão", o líder disse:
| “ | Temos certos hinos e serviços, que dizemos diariamente, do Senhor e graças a Deus por Suas obras maravilhosas; e algumas formas de oração, implorando Sua ajuda e bênção para a iluminação de nossos labores e para torná-los em usos bons e sagrados. | ” |

.

## Etimologia
O nome "Bensalém" é oriundo da composição de duas palavras hebraicas : "ben" (בן) - "filho" e "salpem" ou "shalem" (שלם) - "inteiro" ou "completo".
Desse modo, o nome pode ser interpretado como significando "O Filho da Totalidade".